# Wobé
 (janvier 2015).
Si vous disposez d'ouvrages ou d'articles de référence ou si vous connaissez des sites web de qualité traitant du thème abordé ici, merci de compléter l'article en donnant les références utiles à sa vérifiabilité et en les liant à la section « Notes et références ».
Les Wobés sont un peuple de Côte d'Ivoire, dans la région ouest du pays. Ils constituent environ 1,7 % de la population du pays.
Le groupe Wés, dont le nom signifie « les hommes qui pardonnent facilement », regroupe les Wobés établis notamment à Facobly et Kouibly, et les Guérés établis dans les départements de Bangolo, Duékoué, Guiglo et Toulepleu.
Il s'agit en réalité d'une seule entité, ainsi divisée artificiellement par l'administration coloniale.

## Culture

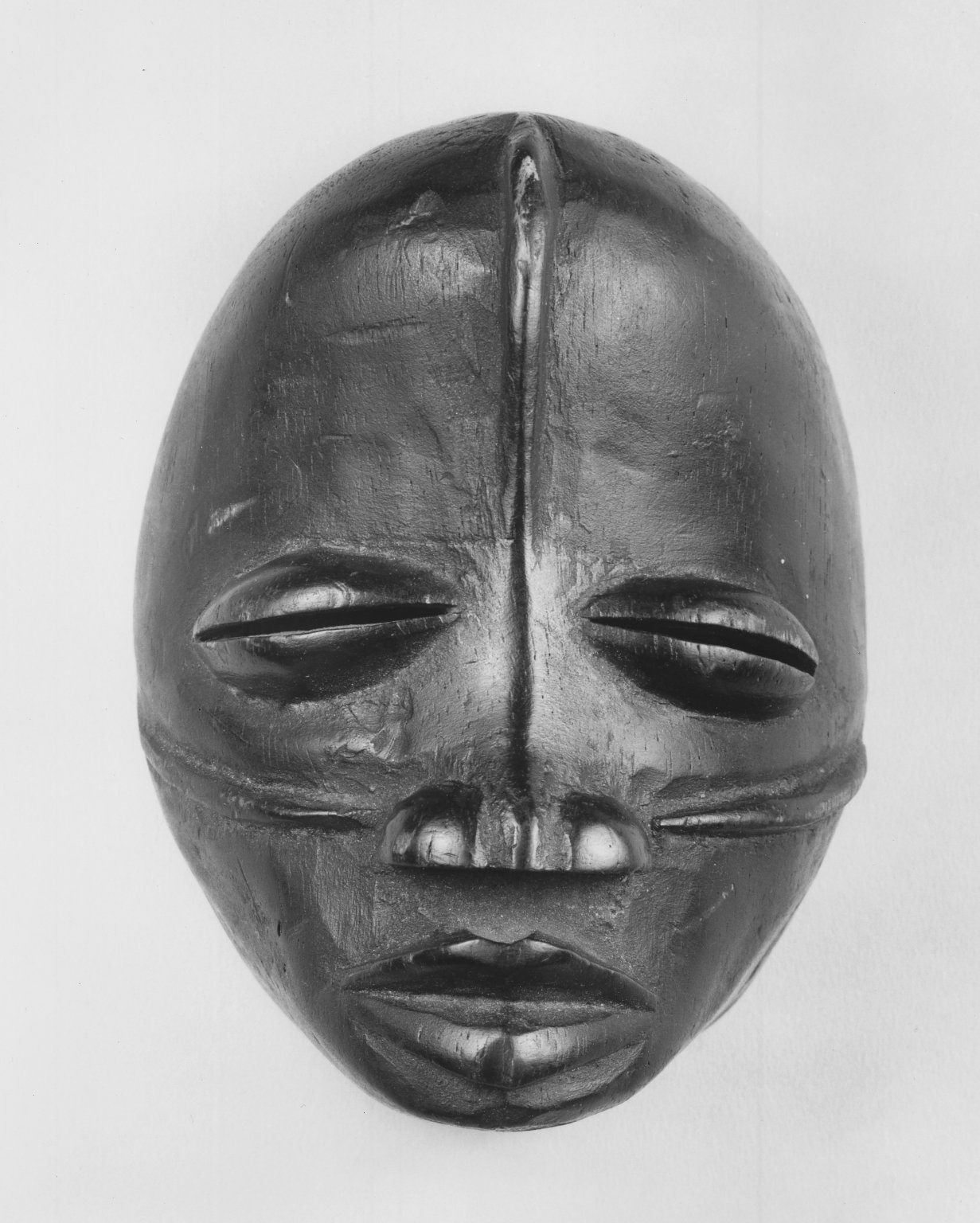
Masque[2].
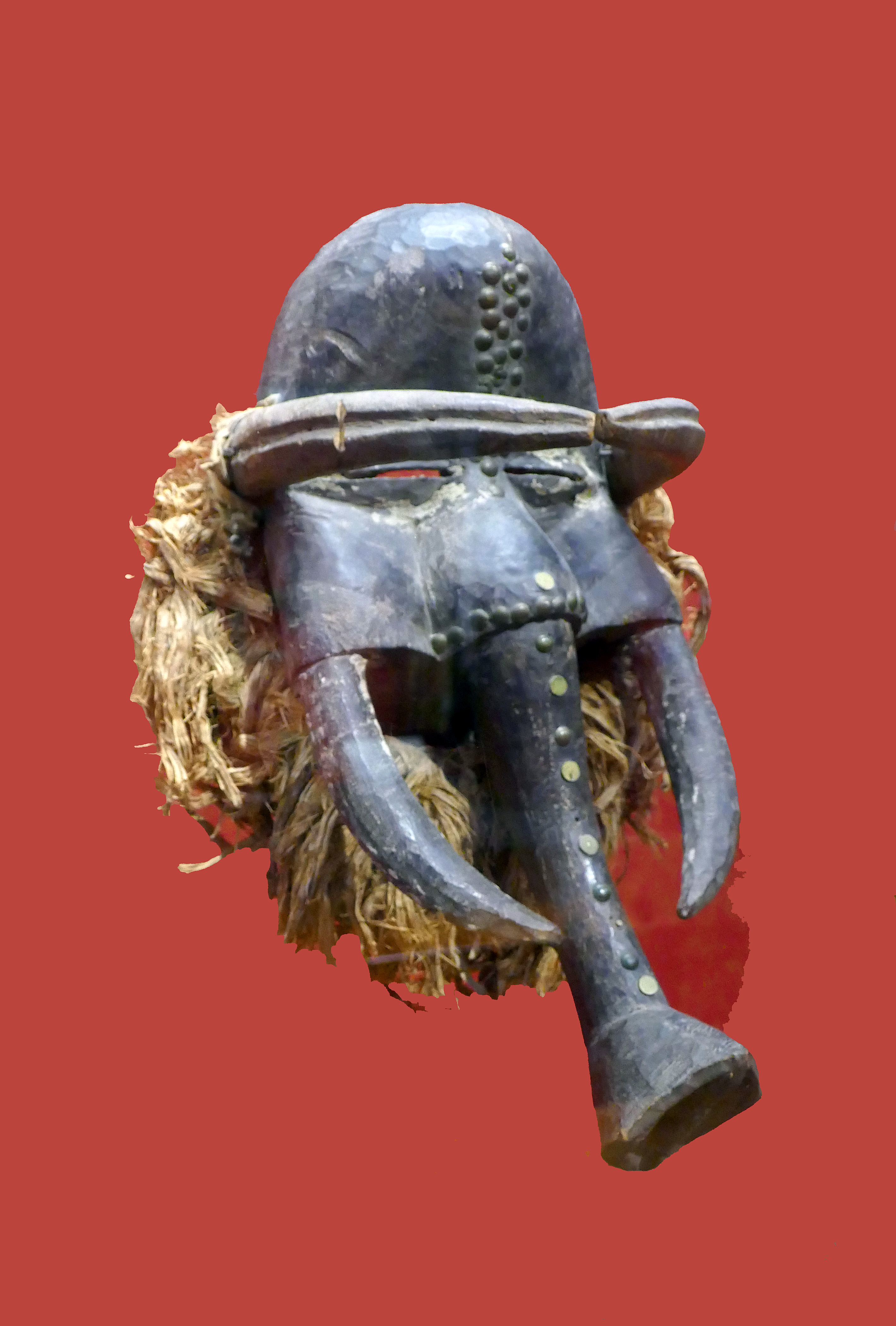
Masque[3].
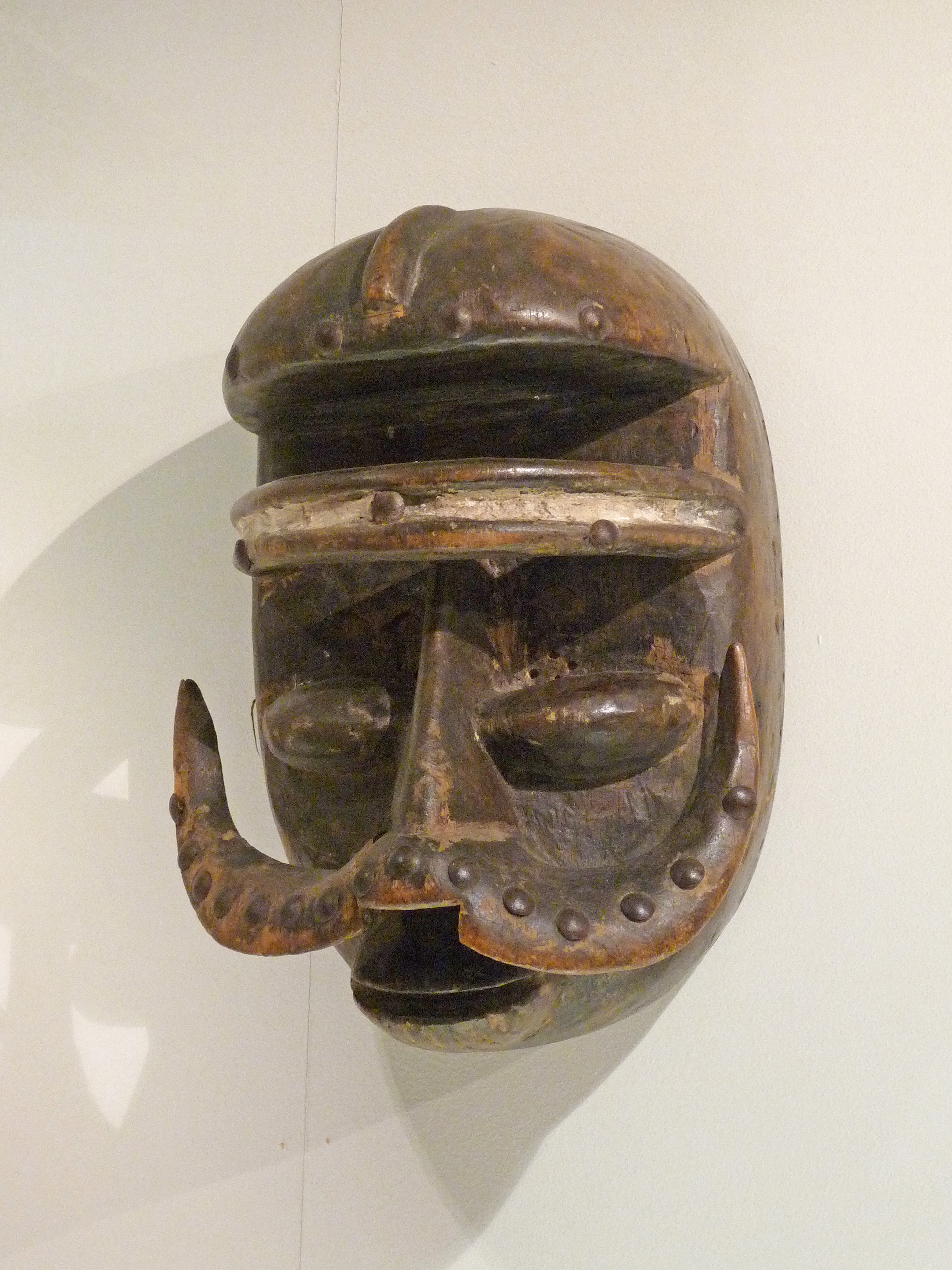
Masque phacochère[4].
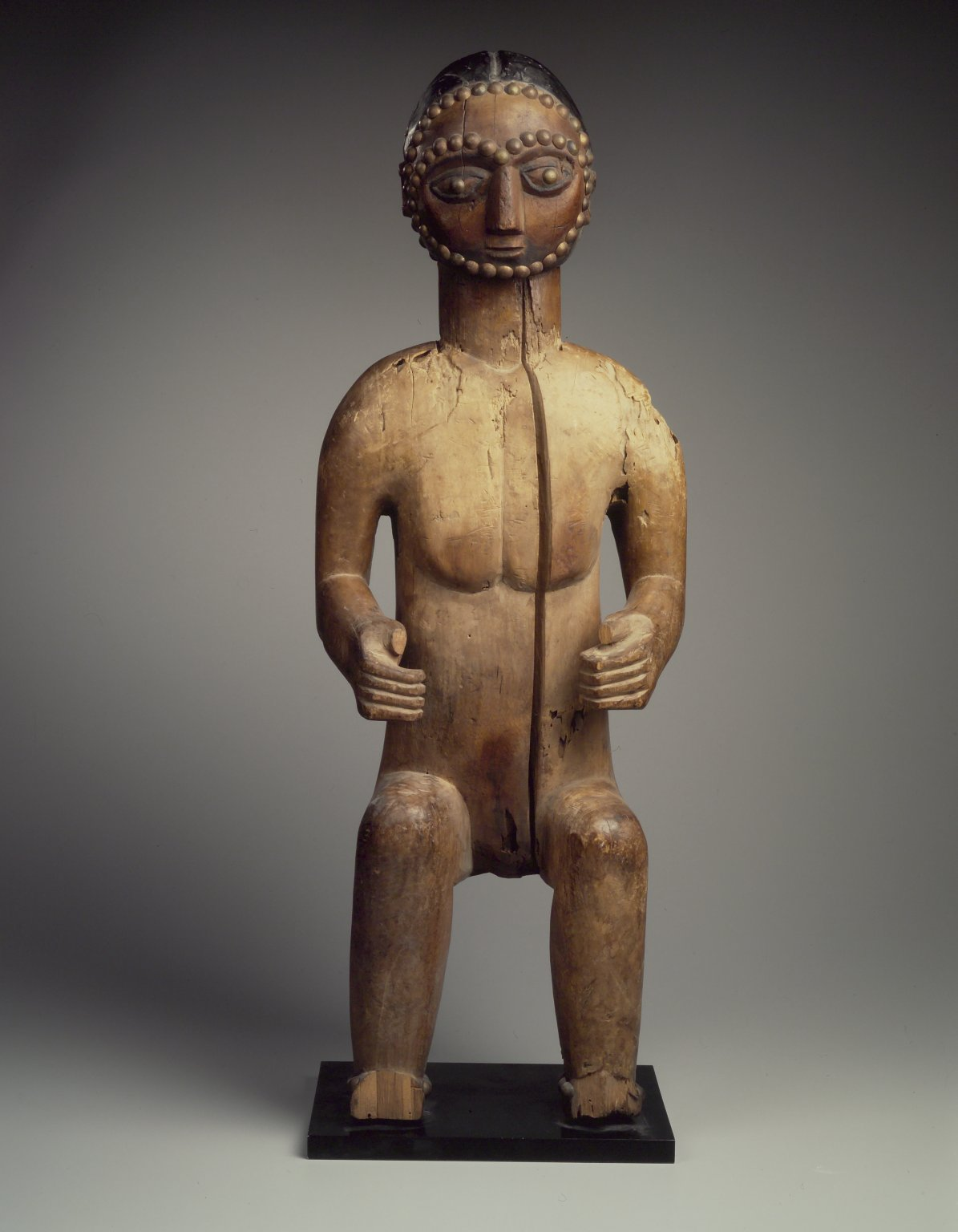
Statue en bois et métal[2].